# Oliarus acuticeps
Oliarus acuticeps är en insektsart som beskrevs av Jacobi 1917. Oliarus acuticeps ingår i släktet Oliarus och familjen kilstritar.
Artens utbredningsområde är Madagaskar. Inga underarter finns listade i Catalogue of Life.